# Famille Arnauld
Pour les articles homonymes, voir Arnauld.
La famille Arnauld  est une famille noble française éteinte, originaire d'Auvergne, dont la filiation remonte au XVe siècle. Elle fut particulièrement liée au jansénisme. L'un de ses membres a été anobli en 1577 et sa descendance s'est éteinte en 1755.

## Histoire
Gustave Chaix d'Est-Ange écrit que la famille Arnauld occupait au XVIe siècle un rang brillant dans la bourgeoisie de sa province.
Elle détint les seigneuries de la Mothe, de Bessac, de la Besse, de Villeneuve, d'Andilly, de Corbeville et du marquisat de Pomponne. Ce fut une célèbre famille janséniste au XVIIe siècle. Ses membres occupent pendant plus de deux siècles des offices de notaires ducaux ou royaux, mais aussi des charges de consuls, de capitaines-gouverneurs du château d'Herment.
Une branche s'installe à Riom, où Henri Arnauld dit « de Lolières » demeure en 1480 à la demande de Pierre II, duc de Bourbon,.
Henri Jougla de Morenas écrit : « Antoine Arnauld (1560-1619), procureur général au parlement de Paris, il restaura l’abbaye de Port-Royal et fut un adversaire des Jésuites. Il laissa 11 enfants parmi lesquels : Robert Arnauld d’Andilly (1588-1674) qui se retira en 1643 à Port-Royal où il finit sa vie dans l’étude et la prière, et fut le père de Simon Arnauld, Marquis de Pomponne (1618-1619) qui fut Ministre des Affaires étrangères pendant le règne de Louis XIV, lequel eut pour fille Félicité Arnauld de Pomponne, qui épousa Jean-Baptiste Colbert, Marquis de Torcy. Antoine Arnauld, frère de Robert (1612-1694), surnommé le Grand Arnauld, fut Docteur en Sorbonne et le défenseur des Jansénistes contre les Jésuites : Angélique Arnauld (religieuse), Catherine, Anne et Jeanne-Catherine Arnauld, sœurs du précédent furent Abbesses de Port-Royal ».
Les descendants de la branche anoblie en 1577 s'éteignirent en 1755. Elle a compté plusieurs personnalités dans la carrière des armes, de la diplomatie, de la magistrature, du clergé et des lettres.
Le nom d'Andilly a été relevé par jugement rendu par le tribunal civil de Riom, en date du 9 février 1950, par la famille Arnauld d'Artonne (Puy-de-Dôme), dont les descendants portent désormais le nom Arnauld d'Andilly. Gustave Chaix d'Est-Ange écrit que la famille Arnauld d'Artonne, d'ancienne et honorable bourgeoisie, a toujours été considérée comme une branche de la famille Arnauld détachée antérieurement à l'anoblissement de cette dernière, qu'elle porte les mêmes armoiries, mais que son rattachement n'est pas prouvé.

## Généalogie simplifiée
- Henri Arnauld (seigneur) (1460-1564), né à Herment au XVe siècle, qui vécut 104 ans[7].
  - Antoine Arnauld (1484-1585), premier du nom, originaire d'Auvergne, procureur général de la reine Catherine de Médicis. Il mourut à 101 ans à Paris[8] et eut vingt enfants dont Antoine et Isaac :
    - Antoine Arnauld (1560-1619), deuxième du nom, avocat au parlement de Paris, fut nommé avocat général et conseiller d'État par Henri IV en 1582. Il eut une vingtaine d'enfants dont Robert, Henri (deuxième du nom) et Antoine :
      - Robert Arnauld d'Andilly (1589-1674), conseiller d'état puis solitaire de Port-Royal et auteur ; il a plusieurs enfants, parmi lesquels :
        - Angélique de Saint-Jean Arnauld d'Andilly (1624-1684), abbesse de Port-Royal.
        - Simon Arnauld de Pomponne (1618-1699), diplomate et homme d’État ; il a plusieurs fils, dont :
          - Henri-Charles Arnauld de Pomponne (1669-1756).

        - Antoine Arnauld, dit l'abbé Arnauld (1616-1698), militaire puis abbé, auteur de Mémoires.

      - Catherine Arnauld (1590-1651), épouse d'Isaac Le Maistre, puis religieuse de Port-Royal.
      - Angélique Arnauld (1591-1661), réformatrice et abbesse de Port-Royal des Champs.
      - Agnès Arnauld (1593-1672), abbesse de Port-Royal des Champs.
      - Henri Arnauld (1597-1692), diplomate et évêque d'Angers.
      - Antoine Arnauld, dit le Grand Arnauld (1612-1694), philosophe et théologien français, l’un des chefs de file du jansénisme.

    - Isaac Arnauld (1566-1617), intendant des finances sous Henri IV :
      - Isaac Arnauld (deuxième du nom), son fils, Général des Carabiniers, mort en 1651.

## Arbre généalogique de la famille Arnauld
|                                                 |                                                 |                                                 |                                                 |                                                 |                                                 |  |  |                                               |                                       |                                       |                                       |                                       |                                       |  |  |                                                       |                                                       |                                                       |                                                       |                                                       |                                                       |  |  |                           |                           |                           |                           |                           |                           |  |  |                                            |                                            |                                            |                                            |                                            |                                            |  |  |                                                   |                                                   |                                                   |                                                   |                                                   |                                                   |  |  |  |  |  |  |  |  |  |  |  |  |
|                                                 |                                                 |                                                 |                                                 |                                                 |                                                 |  |  |                                               |                                       |                                       |                                       |                                       |                                       |  |  |                                                       |                                                       |                                                       |                                                       |                                                       |                                                       |  |  |                           |                           |                           |                           |                           |                           |  |  |                                            |                                            |                                            |                                            |                                            |                                            |  |  |                                                   |                                                   |                                                   |                                                   |                                                   |                                                   |  |  |  |  |  |  |  |  |  |  |  |  |
| Antoine Arnauld (1560-1619)                     | Antoine Arnauld (1560-1619)                     | Antoine Arnauld (1560-1619)                     | Antoine Arnauld (1560-1619)                     | Antoine Arnauld (1560-1619)                     | Antoine Arnauld (1560-1619)                     |  |  | Isaac Arnauld (1566-1617)                     | Isaac Arnauld (1566-1617)             | Isaac Arnauld (1566-1617)             | Isaac Arnauld (1566-1617)             | Isaac Arnauld (1566-1617)             | Isaac Arnauld (1566-1617)             |  |  |                                                       |                                                       |                                                       |                                                       |                                                       |                                                       |  |  |                           |                           |                           |                           |                           |                           |  |  |                                            |                                            |                                            |                                            |                                            |                                            |  |  |                                                   |                                                   |                                                   |                                                   |                                                   |                                                   |  |  |  |  |  |  |  |  |  |  |  |  |
| Antoine Arnauld (1560-1619)                     | Antoine Arnauld (1560-1619)                     | Antoine Arnauld (1560-1619)                     | Antoine Arnauld (1560-1619)                     | Antoine Arnauld (1560-1619)                     | Antoine Arnauld (1560-1619)                     |  |  | Isaac Arnauld (1566-1617)                     | Isaac Arnauld (1566-1617)             | Isaac Arnauld (1566-1617)             | Isaac Arnauld (1566-1617)             | Isaac Arnauld (1566-1617)             | Isaac Arnauld (1566-1617)             |  |  |                                                       |                                                       |                                                       |                                                       |                                                       |                                                       |  |  |                           |                           |                           |                           |                           |                           |  |  |                                            |                                            |                                            |                                            |                                            |                                            |  |  |                                                   |                                                   |                                                   |                                                   |                                                   |                                                   |  |  |  |  |  |  |  |  |  |  |  |  |
|                                                 |                                                 |                                                 |                                                 |                                                 |                                                 |  |  |                                               |                                       |                                       |                                       |                                       |                                       |  |  |                                                       |                                                       |                                                       |                                                       |                                                       |                                                       |  |  |                           |                           |                           |                           |                           |                           |  |  |                                            |                                            |                                            |                                            |                                            |                                            |  |  |                                                   |                                                   |                                                   |                                                   |                                                   |                                                   |  |  |  |  |  |  |  |  |  |  |  |  |
| Robert Arnauld d'Andilly (1589-1674)            | Robert Arnauld d'Andilly (1589-1674)            | Robert Arnauld d'Andilly (1589-1674)            | Robert Arnauld d'Andilly (1589-1674)            | Robert Arnauld d'Andilly (1589-1674)            | Robert Arnauld d'Andilly (1589-1674)            |  |  | Catherine Arnauld (1590-1661)                 | Catherine Arnauld (1590-1661)         | Catherine Arnauld (1590-1661)         | Catherine Arnauld (1590-1661)         | Catherine Arnauld (1590-1661)         | Catherine Arnauld (1590-1661)         |  |  | Angélique Arnauld (1591-1661)                         | Angélique Arnauld (1591-1661)                         | Angélique Arnauld (1591-1661)                         | Angélique Arnauld (1591-1661)                         | Angélique Arnauld (1591-1661)                         | Angélique Arnauld (1591-1661)                         |  |  | Agnès Arnauld (1593-1672) | Agnès Arnauld (1593-1672) | Agnès Arnauld (1593-1672) | Agnès Arnauld (1593-1672) | Agnès Arnauld (1593-1672) | Agnès Arnauld (1593-1672) |  |  | Henri Arnauld, évêque d'Angers (1597-1692) | Henri Arnauld, évêque d'Angers (1597-1692) | Henri Arnauld, évêque d'Angers (1597-1692) | Henri Arnauld, évêque d'Angers (1597-1692) | Henri Arnauld, évêque d'Angers (1597-1692) | Henri Arnauld, évêque d'Angers (1597-1692) |  |  | Antoine Arnauld, dit le Grand Arnauld (1612-1694) | Antoine Arnauld, dit le Grand Arnauld (1612-1694) | Antoine Arnauld, dit le Grand Arnauld (1612-1694) | Antoine Arnauld, dit le Grand Arnauld (1612-1694) | Antoine Arnauld, dit le Grand Arnauld (1612-1694) | Antoine Arnauld, dit le Grand Arnauld (1612-1694) |  |  |  |  |  |  |  |  |  |  |  |  |
| Robert Arnauld d'Andilly (1589-1674)            | Robert Arnauld d'Andilly (1589-1674)            | Robert Arnauld d'Andilly (1589-1674)            | Robert Arnauld d'Andilly (1589-1674)            | Robert Arnauld d'Andilly (1589-1674)            | Robert Arnauld d'Andilly (1589-1674)            |  |  | Catherine Arnauld (1590-1661)                 | Catherine Arnauld (1590-1661)         | Catherine Arnauld (1590-1661)         | Catherine Arnauld (1590-1661)         | Catherine Arnauld (1590-1661)         | Catherine Arnauld (1590-1661)         |  |  | Angélique Arnauld (1591-1661)                         | Angélique Arnauld (1591-1661)                         | Angélique Arnauld (1591-1661)                         | Angélique Arnauld (1591-1661)                         | Angélique Arnauld (1591-1661)                         | Angélique Arnauld (1591-1661)                         |  |  | Agnès Arnauld (1593-1672) | Agnès Arnauld (1593-1672) | Agnès Arnauld (1593-1672) | Agnès Arnauld (1593-1672) | Agnès Arnauld (1593-1672) | Agnès Arnauld (1593-1672) |  |  | Henri Arnauld, évêque d'Angers (1597-1692) | Henri Arnauld, évêque d'Angers (1597-1692) | Henri Arnauld, évêque d'Angers (1597-1692) | Henri Arnauld, évêque d'Angers (1597-1692) | Henri Arnauld, évêque d'Angers (1597-1692) | Henri Arnauld, évêque d'Angers (1597-1692) |  |  | Antoine Arnauld, dit le Grand Arnauld (1612-1694) | Antoine Arnauld, dit le Grand Arnauld (1612-1694) | Antoine Arnauld, dit le Grand Arnauld (1612-1694) | Antoine Arnauld, dit le Grand Arnauld (1612-1694) | Antoine Arnauld, dit le Grand Arnauld (1612-1694) | Antoine Arnauld, dit le Grand Arnauld (1612-1694) |  |  |  |  |  |  |  |  |  |  |  |  |
|                                                 |                                                 |                                                 |                                                 |                                                 |                                                 |  |  |                                               |                                       |                                       |                                       |                                       |                                       |  |  |                                                       |                                                       |                                                       |                                                       |                                                       |                                                       |  |  |                           |                           |                           |                           |                           |                           |  |  |                                            |                                            |                                            |                                            |                                            |                                            |  |  |                                                   |                                                   |                                                   |                                                   |                                                   |                                                   |  |  |  |  |  |  |  |  |  |  |  |  |
| Antoine Arnauld, dit l'abbé Arnauld (1616-1698) | Antoine Arnauld, dit l'abbé Arnauld (1616-1698) | Antoine Arnauld, dit l'abbé Arnauld (1616-1698) | Antoine Arnauld, dit l'abbé Arnauld (1616-1698) | Antoine Arnauld, dit l'abbé Arnauld (1616-1698) | Antoine Arnauld, dit l'abbé Arnauld (1616-1698) |  |  | Simon Arnauld de Pomponne (1618-1699)         | Simon Arnauld de Pomponne (1618-1699) | Simon Arnauld de Pomponne (1618-1699) | Simon Arnauld de Pomponne (1618-1699) | Simon Arnauld de Pomponne (1618-1699) | Simon Arnauld de Pomponne (1618-1699) |  |  | Angélique de Saint-Jean Arnauld d'Andilly (1624-1684) | Angélique de Saint-Jean Arnauld d'Andilly (1624-1684) | Angélique de Saint-Jean Arnauld d'Andilly (1624-1684) | Angélique de Saint-Jean Arnauld d'Andilly (1624-1684) | Angélique de Saint-Jean Arnauld d'Andilly (1624-1684) | Angélique de Saint-Jean Arnauld d'Andilly (1624-1684) |  |  |                           |                           |                           |                           |                           |                           |  |  |                                            |                                            |                                            |                                            |                                            |                                            |  |  |                                                   |                                                   |                                                   |                                                   |                                                   |                                                   |  |  |  |  |  |  |  |  |  |  |  |  |
| Antoine Arnauld, dit l'abbé Arnauld (1616-1698) | Antoine Arnauld, dit l'abbé Arnauld (1616-1698) | Antoine Arnauld, dit l'abbé Arnauld (1616-1698) | Antoine Arnauld, dit l'abbé Arnauld (1616-1698) | Antoine Arnauld, dit l'abbé Arnauld (1616-1698) | Antoine Arnauld, dit l'abbé Arnauld (1616-1698) |  |  | Simon Arnauld de Pomponne (1618-1699)         | Simon Arnauld de Pomponne (1618-1699) | Simon Arnauld de Pomponne (1618-1699) | Simon Arnauld de Pomponne (1618-1699) | Simon Arnauld de Pomponne (1618-1699) | Simon Arnauld de Pomponne (1618-1699) |  |  | Angélique de Saint-Jean Arnauld d'Andilly (1624-1684) | Angélique de Saint-Jean Arnauld d'Andilly (1624-1684) | Angélique de Saint-Jean Arnauld d'Andilly (1624-1684) | Angélique de Saint-Jean Arnauld d'Andilly (1624-1684) | Angélique de Saint-Jean Arnauld d'Andilly (1624-1684) | Angélique de Saint-Jean Arnauld d'Andilly (1624-1684) |  |  |                           |                           |                           |                           |                           |                           |  |  |                                            |                                            |                                            |                                            |                                            |                                            |  |  |                                                   |                                                   |                                                   |                                                   |                                                   |                                                   |  |  |  |  |  |  |  |  |  |  |  |  |
|                                                 |                                                 |                                                 |                                                 |                                                 |                                                 |  |  | Henri Charles Arnauld de Pomponne (1669-1756) |                                       |                                       |                                       |                                       |                                       |  |  |                                                       |                                                       |                                                       |                                                       |                                                       |                                                       |  |  |                           |                           |                           |                           |                           |                           |  |  |                                            |                                            |                                            |                                            |                                            |                                            |  |  |                                                   |                                                   |                                                   |                                                   |                                                   |                                                   |  |  |  |  |  |  |  |  |  |  |  |  |

## Alliances
Les principales alliances de la famille Arnauld sont : d'Harques, Floquet (du), Tourssiac (de), Colonges (de), Lefebvre de La Broderie, Harville (de), Colbert de Torcy (de), Le Maistre de Sacy, Musset (de), Beaulne de Gallemaud (de), Ladvocat, Vauchaussade de Chaumont (de),